# Estadio Áhmad bin Ali
El estadio Áhmad bin Ali es un estadio de fútbol ubicado en Rayán, Catar. En este estadio juega como local el Al Rayyan de la Liga de Fútbol de Catar.
Este escenario deportivo ha sido sede del torneo de fútbol de los Juegos Asiáticos de 2006, de la Copa Asiática de fútbol de 2011, de la Copa Mundial de Clubes de la FIFA de 2020 y de la Copa Árabe de la FIFA de 2021.
Fue sede de la Copa Mundial de Fútbol de 2022, albergando seis partidos de la fase de grupos y un partido de los octavos de final. Para alojar un evento deportivo de tal envergadura, se dictaminó la remodelación integral del estadio, que fue totalmente demolido en mayo de 2015 para luego continuar con los trabajos de reconstrucción que culminaron en noviembre de 2020.

## Arquitectura
El estadio Áhmad bin Ali se inspira en los símbolos culturales de Catar para reflejar la belleza del desierto y sus alrededores. El edificio, con capacidad para sesenta mil espectadores, se construyó sobre los terrenos de un antiguo estadio especialmente para ser sede de la Copa Mundial de Fútbol de 2022.
Además, el estadio cuenta con un centro comercial dentro del mismo recinto. Una vez finalizada la Copa Mundial, la capacidad del estadio se reducirá a la mitad para adaptarse las necesidades del público local.
El estadio, al borde del desierto, está conectado con la ciudad gracias a una moderna línea de tren de alta velocidad.

## Eventos

### Repechajes para la Copa Árabe de la FIFA 2021
| Fecha                   | Selección 1 | Resultado | Selección 2 | Fase    |
| ----------------------- | ----------- | --------- | ----------- | ------- |
| 30 de noviembre de 2021 | Túnez       | 5–1       | Mauritania  | Grupo B |
| 1 de diciembre de 2021  | Argelia     | 4–0       | Sudán       | Grupo D |
| 4 de diciembre de 2021  | Jordania    | 0–4       | Marruecos   | Grupo C |
| 6 de diciembre de 2021  | Omán        | 3–0       | Baréin      | Grupo A |

### Repechaje Copa Mundial de Fútbol de 2022
| Fecha               | Selección 1        | Resultado      | Selección 2   | Fase                               |
| ------------------- | ------------------ | -------------- | ------------- | ---------------------------------- |
| 7 de junio de 2022  | Emiratos Árabes U. | 1–2            | Australia     | Repechaje AFC                      |
| 13 de junio de 2022 | Australia          | 0–0 (5-4 pen.) | Perú          | Repesca internacional AFC-Conmebol |
| 14 de junio de 2022 | Costa Rica         | 1–0            | Nueva Zelanda | Repesca internacional Concacaf-OFC |

### Copa Mundial de Fútbol de 2022
| Fecha                   | Selección 1    | Resultado | Selección 2 | Ronda                 | Espectadores |
| ----------------------- | -------------- | --------- | ----------- | --------------------- | ------------ |
| 21 de noviembre de 2022 | Estados Unidos | 1–1       | Gales       | Primera fase, grupo B | 43 418       |
| 23 de noviembre de 2022 | Bélgica        | 1–0       | Canadá      | Primera fase, grupo F | 40 432       |
| 25 de noviembre de 2022 | Gales          | 0–2       | Irán        | Primera fase, grupo B | 40 875       |
| 27 de noviembre de 2022 | Japón          | 0–1       | Costa Rica  | Primera fase, grupo E | 41 479       |
| 29 de noviembre de 2022 | Gales          | 0–3       | Inglaterra  | Primera fase, grupo B | 44 297       |
| 1 de diciembre de 2022  | Croacia        | 0–0       | Bélgica     | Primera fase, grupo F | 43 984       |
| 3 de diciembre de 2022  | Argentina      | 2–1       | Australia   | Octavos de final      | 45 032       |

### Copa Asiática 2024
El estadio albergó siete partidos de la Copa Asiática 2024.
| Fecha                | Equipo 1   | Resultado    | Equipo 2           | Ronda                 | Asistencia |
| -------------------- | ---------- | ------------ | ------------------ | --------------------- | ---------- |
| 13 de enero de 2024  | Australia  | 2–0          | India              | Primera fase, grupo B | 35 253     |
| 15 de enero de 2024  | Indonesia  | 1–3          | Irak               | Primera fase, grupo D | 16 532     |
| 18 de enero de 2024  | India      | 0–3          | Uzbekistán         | Primera fase, grupo B | 38 491     |
| 21 de enero de 2024  | Kirguistán | 0–2          | Arabia Saudita     | Primera fase, grupo F | 39 557     |
| 28 de enero de 2024  | Tayikistán | 1–1 (5–3 p.) | Emiratos Árabes U. | Octavos de final      | 33 584     |
| 2 de febrero de 2024 | Tayikistán | 0–1          | Jordania           | Cuartos de final      | 35 530     |
| 6 de febrero de 2024 | Jordania   | 2–0          | Corea del Sur      | Semifinal             | 42 850     |